# Daily Med
DailyMedは、アメリカ国立医学図書館が運営するウェブサイトであり、最新かつ正確な医薬品表示を医療提供者や一般市民に提供する。DailyMedが提供する情報コンテンツはアメリカ食品医薬品局によって提供されており、日々更新されている。またアメリカ食品医薬品局は、これらの情報を製薬業界から収集している。
DailyMedが提供する情報コンテンツはHL7規格の第3版に準拠しており、構造化製品ラベルの仕様を採用している。これはExtensible Markup Language形式で提供されており、人間にとって可読性のある製品ラベル文書を組み合わせて、構造化されたデータ要素として保持したものである。DailyMedは、HL7 Reference Information Model規格に基づき、組成、構造、その他の特性といった、医薬品製品の詳細な情報を提供している。
2013年3月18日時点において、47,625件の薬品に関する情報が掲載されている。更新情報はRSSフィードにて随時公開されている。